# Britney Jean
Britney Jean – ósmy album studyjny amerykańskiej piosenkarki Britney Spears, wydany po raz pierwszy 29 listopada 2013 roku przez RCA Records (jest to pierwszy album wydany przez nową wytwórnię, po rozpadzie Jive Records). Artystka nagrywała go od maja do października 2013 roku. Piosenkarka wielokrotnie podkreślała, że jest to jej najbardziej osobisty krążek w karierze. Jest współautorką każdej piosenki na płycie. W albumie gościnnie pojawiają się: will.i.am, T.I., a także siostra piosenkarki – Jamie Lynn Spears.
Wydawnictwo zostało odebrane dość chłodno przez krytyków i zebrał słabe recenzje, głównie za nadużycie efektu auto-tune. Płyta zadebiutowała na czwartym miejscu amerykańskiej listy Billboard 200 z wynikiem sprzedaży za pierwszy tydzień wynoszącym 107.000 egzemplarzy na terenie Stanów Zjednoczonych. W ten sposób album okazał się być najgorzej sprzedającym się krążkiem w karierze Britney Spears.
Promocję Britney Jean rozpoczęto we wrześniu 2013 roku, wraz z premierą pierwszego promującego singla, „Work Bitch”. Utwór dotarł na dwunastą pozycję zestawienia Billboard Hot 100. „Perfume” została wydana 4 listopada 2013 roku, jako drugi singiel, gdzie zadebiutowała na miejscu siedemdziesiątym szóstym w Stanach. W filmie dokumentalnym I am Britney Jean, Spears potwierdziła, iż piosenka „Alien” na pewno zostanie singlem, jednak tak się nie stało.

## Tło i produkcja
„Album będzie odzwierciedlał i ukazywał, jaką Britney jest osobą” (...). Ja i Britney musimy spotykać się na lunchu cztery razy w miesiącu, przez trzy miesiące, zanim w ogóle zdecyduję się wejść z nią do studia. Muszę porozmawiać z Britney o rzeczach, które ją ranią. Muszę dowiedzieć się, co napawa ją troską i zmartwieniem – ona jest matką. Chcę być łącznikiem pomiędzy nią, a jej fanami. Nie możemy wspólnie stworzyć kolejnej piosenki opowiadającej o tańcu, wyjściu na parkiet. Każdy wie, że Britney zrobiła takie piosenki już tyle razy. Czyż nie chcemy usłyszeć teraz czegoś, co będzie płynęło prosto z jej serca?”

Podczas gdy Britney Spears zasiadała jako jurorka w programie The X Factor, została zauważona w studiu z producentem Rodneyem Jerkinsem. Z kolei przedstawiciel Spears potwierdził współpracę wokalistki z producentem Hit Boyem. Inny z producentów – Scoop DeVille, pracował już z piosenkarką na jej poprzednich albumach. Dodatkowo, Spears miała nagraną piosenkę z Wiz Khalifa na album. W wywiadzie dla Shape Magazine, wokalistka opisała koncepcję albumu mówiąc: „tym razem w nagraniach będzie zdecydowanie więcej hip-hopu niż popu”.
W maju 2013 roku ogłoszono, że Naughty Boy i William Orbit będą pracować przy nagraniach. W niedługim odstępie czasu potwierdzono, iż will.i.am został producentem wykonawczym projektu. Przyznał on wtedy, że proces nagrywania tego albumu różni się od jego wcześniejszych doświadczeń z Black Eyed Peas. W lipcu 2013 r. piosenkarka napisała na Twitterze, że wraz z Sią Furler napisała „specjalną piosenkę” – ulubioną Britney – „Perfume”. W następnym miesiącu Spears przybyła do Lake Discrit w Wielkiej Brytanii, by kontynuować pracę z Orbitem. Naughty Boy wycofał się ze współtworzenia płyty, gdyż promocja jego singla „La La La” nie dawała mu czasu na skupieniu się na współpracy ze Spears. Artystka wypowiadała się pochlebnie o producentach płyty, chwaląc m.in. możliwość wniesienia własnych pomysłów do produkcji.

## Utwory na albumie
Koncept albumu to „samotność życia pop”. Utwór otwierający album to ballada – „Alien”, która opowiada o izolowaniu się i osamotnieniu. Pozaziemskie życie, o którym śpiewa Britney, jest metaforą właśnie takich problemów. Drugi utwór – singiel „Work Bitch” – daje wskazówki, jak odnieść sukces. Spears śpiewa, że bogactwa, sława i piękno to wynik ciężkiej pracy. Kolejny utwór, „Perfume”, to ballada, która jest dla Britney wyjątkowa. Artystka powiedziała, że „to historia dla każdego, gdyż chyba wszyscy przechodzili niebezpieczny moment w związku [...] a piosenka to oddaje”. Czwartym utworem jest „It Should Be Easy”, który opowiada o tym, że miłości nie należy komplikować. Britney, która wciela się w nagraniu w robota z przyszłości darzącego uczuciem zwykłego śmiertelnika, towarzyszy will.i.am. Piosenkę mocno krytykowano za nadużycie auto-tune’a.
Piątym numerem na albumie jest „Tik Tik Boom” w duecie z T.I. W piosence Britney śpiewa o żądzy orgazmu, który ma wywołać kochanek. „Body Ache” opowiada o tańczeniu w klubie. Jest to piosenka klubowa z mocnym bitem. Podobnym utworem jest kolejny track – „Till It’s Gone”, jednakże zawiera większe wpływy elektroniki i zmieniaczy głosu. Poza tym piosenka opowiada o bolesnym rozstaniu. Kolejną piosenką jest pop-rockowe „Passenger”. Tutaj szukanie miłości i kontrolowanie sytuacji przyrównane jest do jazdy samochodem i zabieraniu ze sobą pasażera. Dziewiątą pozycją jest „Chillin With You” – bujająca, lekka popowa ballada, zaśpiewana wraz z siostrą – Jamie Lynn. Zachęca do cieszenia się z życia i relaksu. Utworem zamykającym podstawową wersję albumu jest „Don’t Cry”. Piosenka jest balladą zaczynającą się gwizdkiem. Piosenka opowiada o rozstaniu i o tym, że trzeba zachować po nim siłę. Niektórzy krytycy stwierdzili, że w tej piosence Britney ma najlepszy wokal na płycie.

## Single
- „Work Bitch” – został wydany jako pierwszy singel 15 września 2013 roku. Premiera zaplanowana była na następny dzień, jednakże z powodu wycieku piosenki do sieci, singiel opublikowano dzień wcześniej[48]. Recenzent MuuMuse określił utwór jako „wielki powrót do formy” i „ekscytujący sposób na rozpoczęcie zupełnie nowej ery”[49]. Singiel zadebiutował na 12. miejscu listy Billboard Hot 100 z 174.000 pobrań w pierwszym tygodniu po premierze[50]. Poza tym piosenka zaczęła być notowana na innych playlistach krajowych i międzynarodowych[51]. Teledysk do piosenki miał premierę 1 października i otrzymał ogólne uznanie krytyków, w szczególności pochwały w kierunku Spears za choreografię[52].
- „Perfume” – została wydana jako drugi i ostatni singiel z Britney Jean 3 listopada 2013 roku[53]. Piosenka otrzymała ogólnie pozytywne recenzje od krytyków muzycznych i porównano ją do wcześniejszego wydawnictwa Spears – „Everytime” z albumu In The Zone (2003)[54]. Utwór zadebiutował na siedemdziesiątym szóstym miejscu listy Billboard[55].

## Lista utworów
Lista utworów i dane według Discogs (utwory: 1–14):
| #               | Tytuł                                           | Autorzy | Produkcja                                               | Czas |
| --------------- | ----------------------------------------------- | --- | ------------------------------------------------------- | ---- |
| 1.              | „Alien”                                         | Britney Spears, William Orbit, Dan Traynor, Ana Diaz, Anthony Preston                                                                          | HyGrade, Orbit                                          | 3:56 |
| 2.              | „Work Bitch”                                    | Anthony Preston, Britney Spears, Otto Jettman, Ruth-Anne Cunningham, Sebastian Ingrosso, William Adams                                         | Otto Knows, Sebastian Ingrosso, will.i.am               | 4:08 |
| 3.              | „Perfume”                                       | Britney Spears, Sia Furler, Christopher Braide                                                                                                 | Braide, Keith Harris                                    | 4:00 |
| 4.              | „It Should Be Easy” (featuring will.i.am)       | Britney Spears, Adams, David Guetta, Giorgio Tuinfort, Nick Rotteveel, Marcus van Wattum                                                       | Guetta, Tuinfort, Nicky Romero, van Wattum, will.i.am   | 3:27 |
| 5.              | „Tik Tik Boom” (featuring T.I.)                 | Britney Spears, Anthony Preston, Onique "Sparrow" Williams, Clifford Joseph Harris, Jr., Andre Lindal, Damien LeRoy, Joakim Haukaas            | Preston, LeRoy                                          | 2:57 |
| 6.              | „Body Ache”                                     | David Guetta, Giorgio Tuinfort, Anthony Preston, Britney Spears, Jose Luna, Luciana Caporaso, Myah Marie Langston, Nick Clow, Richard Gonzalez | Guetta, Tuinfort, will.i.am                             | 3:26 |
| 7.              | „Til It’s Gone”                                 | Anthony Preston, Britney Spears, David Guetta, Giorgio Tuinfort, Jenson Vaughan, Rosette Sharma, William Adams                                 | Tuinfort, will.i.am, Preston                            | 3:43 |
| 8.              | „Passenger”                                     | Andrew Swanson, Britney Spears, Katy Perry, Sia Furler, Thomas Pentz                                                                           | Diplo                                                   | 3:40 |
| 9.              | „Chillin’ With You” (featuring Jamie Lynn)      | Anthony Preston, Britney Spears, Joshua Lopez, William Adams                                                                                   | will.i.am, Freshmen III, Preston                        | 3:38 |
| 10.             | „Don’t Cry”                                     | Britney Spears, Joshua Lopez, Richard Gonzalez, William Adams                                                                                  | will.i.am                                               | 3:14 |
| WERSJA DELUXE   |                                                 | |                                                         |      |
| 11.             | „Brightest Morning Star”                        | Britney Spears, Henry Walter, Lukasz Gottwald, Sia Furler                                                                                      | Cirkut, Dr. Luke                                        | 3:00 |
| 12.             | „Hold On Tight”                                 | Spears, Allan P. Grigg | A.C, KoOoLkOjAk                                         | 3:27 |
| 13.             | „Now That I Found You”                          | Giorgio Tuinfort, Britney Spears, Danny O’Donoghue, David Guetta, Frederic Riesterer*                                                          | will.i.am, Tuinfort                                     | 4:16 |
| 14.             | „Perfume (The Dreaming Mix)” (The Dreaming Mix) | Christopher Braide, Britney Spears, Sia Furler                                                                                                 | Braide                                                  | 4:02 |
| WERSJA JAPOŃSKA |                                                 | |                                                         |      |
| 15.             | „Work Bitch” (The Jane Doze Remix)              | Spears, Adams, Jettman, Ingrosso, Preston, Cunningham                                                                                          | Ingrosso, Otto Knows, will.i.am, Preston, The Jane Doze | 2:59 |
| 16.             | „Work Bitch” (7th Heaven Club Mix)              | Spears, Adams, Jettman, Ingrosso, Preston, Cunningham                                                                                          | Ingrosso, Otto Knows, will.i.am, Preston, 7th Heaven    | 4:27 |

- Producenci wykonawczy – will.i.am, Anthony Preston

## Notowania i certyfikaty

### Notowania
| Lista (2013)                        | Najwyższa pozycja |
| ----------------------------------- | ----------------- |
| Argentyna (CAPIF)                   | 7                 |
| Australia (ARIA)                    | 12                |
| Austria (Ö3 Austria Top 40)         | 13                |
| Belgia (Ultratop 50 Flandria)       | 32                |
| Belgia (Ultratop 40 Wallonia)       | 26                |
| Chiny (Sino Chart)                  | 1                 |
| Czechy (ČNS IFPI)                   | 36                |
| Finlandia (Suomen virallinen lista) | 24                |
| Francja (SNEP)                      | 22                |
| Hiszpania (PROMUSICAE)              | 12                |
| Irlandia (Irish Albums Chart)       | 15                |
| Kanada (Canadian Albums Chart)      | 7                 |
| Korea Południowa (Gaon)             | 20                |
| Niemcy (Media Control Charts)       | 20                |
| Norwegia (VG-Lista)                 | 16                |
| Nowa Zelandia (Recorded Music NZ)   | 22                |
| Polska (ZPAV)                       | 45                |
| Stany Zjednoczone (Billboard 200)   | 4                 |
| Szwajcaria (Schweizer Hitparade)    | 9                 |
| Szwecja (Sverigetopplistan)         | 28                |
| Wielka Brytania (OCC)               | 34                |
| Włochy (FIMI)                       | 14                |

### Certyfikaty
| Kraj                  | Certyfikat |
| --------------------- | ---------- |
| Brazylia (ABPD)       | Złoto      |
| Kanada (Music Canada) | Złoto      |
| Meksyk (AMPROFON)     | Złoto      |
| Wenezuela (APFV)      | Złoto      |

## Historia wydania
| Kraj            | Data              | Format               | Wytwórnia     | Edycja          |
| --------------- | ----------------- | -------------------- | ------------- | --------------- |
| Australia       | 29 listopada 2013 | CD, digital download | Sony Music    | Deluxe          |
| Finlandia       | 29 listopada 2013 | CD, digital download | Sony Music    | Standard/Deluxe |
| Niemcy          | 29 listopada 2013 | CD, digital download | Sony Music    | Standard/Deluxe |
| Francja         | 2 grudnia 2013    | CD, digital download | Sony Music    | Standard/Deluxe |
| Wielka Brytania | 2 grudnia 2013    | CD, digital download | RCA Records   | Deluxe          |
| Kanada          | 3 grudnia 2013    | CD, digital download | Sony Music    | Standard/Deluxe |
| USA             | 3 grudnia 2013    | CD, digital download | RCA Records   | Standard/Deluxe |
| Japonia         | 4 grudnia 2013    | CD, digital download | Sony Music    | Deluxe          |
| Filipiny        | 17 stycznia 2014  | CD                   | Ivory Records | Deluxe          |
| Chiny           | 14 kwietnia 2014  | CD                   | Sony Music    | Deluxe          |